# Natthawat Thobansong
Natthawat Thobansong (thailändisch ณัฐวัฒน์ โทบ้านซ้ง, * 22. April 1998 in Khon Kaen), auch als Five bekannt, ist ein thailändischer Fußballspieler.

## Karriere
Natthawat Thobansong stand bis August 2022 beim Drittligisten Chamchuri United FC unter Vertrag. Der Verein aus der Hauptstadt Bangkok spielte in der Bangkok Metropolitan Region der Liga. Am 5. August 2022 unterschrieb er einen Vertrag beim Zweitligisten Customs United FC. Sein Zweitligadebüt für den Bangkoker Verein gab Thobansong am 14. August 2022 (1. Spieltag) im Auswärtsspiel gegen den Erstligaabsteiger Suphanburi FC. Hier stand er in der Startelf und wurde in der 79. Minute gegen Kritapat Vichaidit ausgewechselt. Die Customs verloren das Spiel durch die Tore von Matheus Souza und Douglas Tardin mit 2:0. Mit dem Verein aus Samut Prakan wurde man am Ende der Saison 2022/23 Tabellendritter und qualifizierte sich somit für die Aufstiegsspiele zur ersten Liga. Hier musste man sich jedoch im Finale gegen den Uthai Thani FC geschlagen geben. Im Juni 2023 wechselte er in die erste Liga. Hier unterschrieb er einen Vertrag bei Muangthong United. Nach zwei Ligaeinsätzen wechselte er im Juli 2024 auf Leihbasis zum Erstligaaufsteiger Rayong FC. Hier bestritt er sechs Ligaspiele. Mitte Dezember 2024 kehrte er nach der Ausleihe zu Muangthong zurück. Im gleichen Monat wechselte er erneut auf Leihbasis zum Zweitligisten Trat FC.